# Quiva

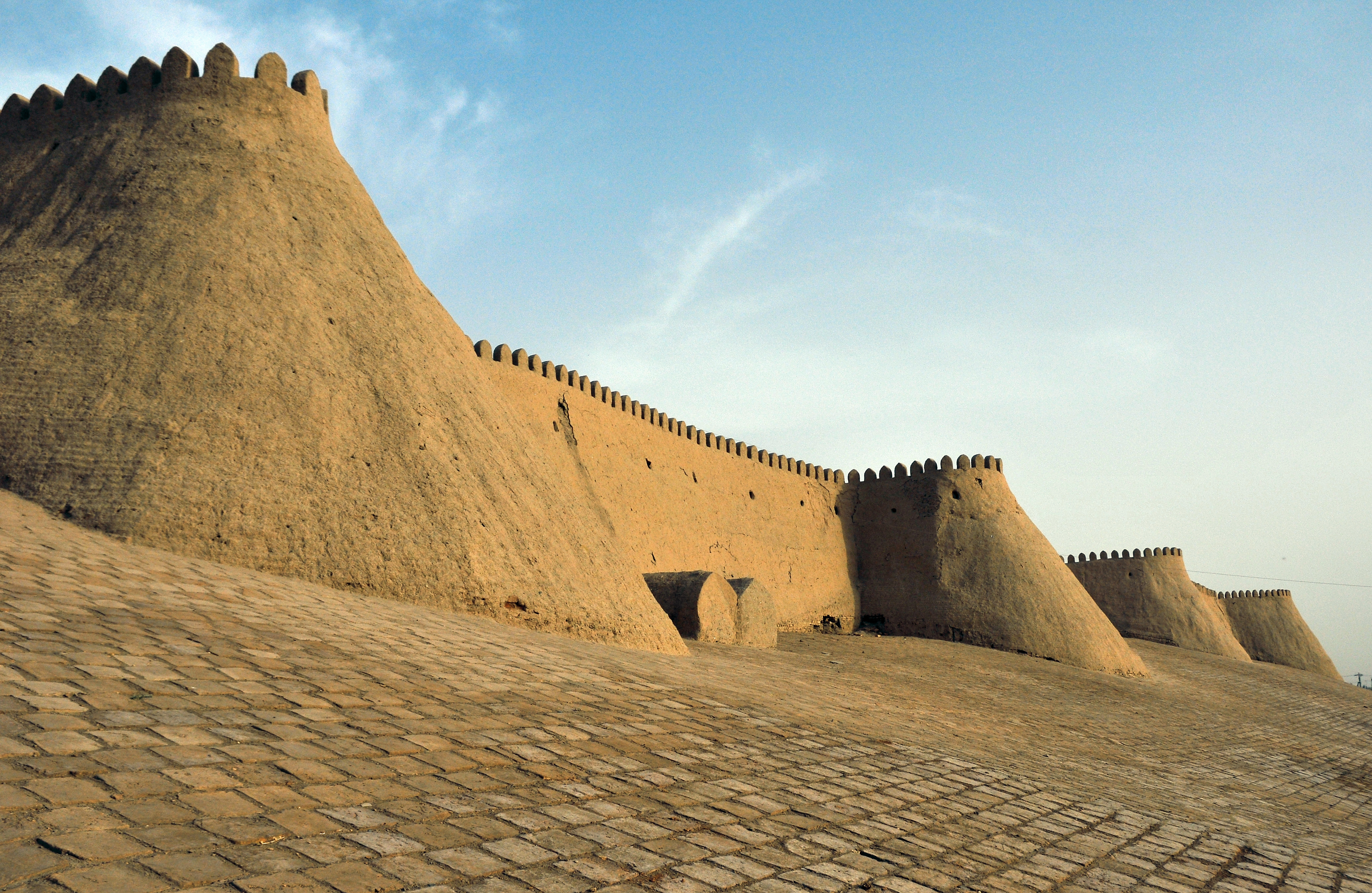
Vista parcial do lado ocidental da muralha de Itchan Kala

Quiva ou Carizim (em usbeque: Xiva / Хива; em persa: خیوه; romaniz.: Xīveh) também grafado Khiva e Khrarizim, é uma cidade do Usbequistão, situada num oásis junto à fronteira com o Turquemenistão, que faz parte do viloyat (província) da Corásmia (Xorazm). No passado chamou-se Khwarezm, Khorezm ou Corásmia, como a região histórica de que foi a capital em várias ocasiões, mencionada pelo geógrafo grego do século V a.C. Heródoto. Entre o século XVI e o início do século XX foi a capital do Canato de Quiva.
Graças aos seus monumentos, a cidade é um dos destinos turísticos mais visitados do país. Itchan Kala, uma cidade muralhada no seu interior, onde estava instalada a corte do canato, foi o primeiro sítio do Usbequistão a ser classificado como Património Mundial, em 1991. Além da cidade, o distrito (ou município) de Quiva tem mais nove localidades[carece de fontes?] e 460 km² de área, dos quais 143,2km² são terrenos agrícolas;[carece de fontes?] em 2020 tinha 144 895 habitantes (densidade: 315 hab./km²). A cidade tem 17,3 km² de área e em 2020 tinha  92 176 habitantes (densidade: 5 328,1 hab./km²).

## Nomes e etimologia
O topónimo tem numerosas variantes históricas e atuais, desde Chorasmia em latim até Xīveh do persa, passando por Carizim, Chorezm, Harezm, Horezm, Kharazm, Khaurism, Kheeva, Khorasam, Khoresm, Khrarizim, Khorezm, Khwarazm, Khwarazm, Khwarazm, Khwarezm, Khwarezmia, Khwarizm, Xwarezm. À exceção dos nomes mais recentes, semelhantes a Quiva, Xiva, Chiwa ou Chiva, quase todos se confundem com os nomes ou grafias da Corásmia, a região histórica onde se situa a cidade.
A origem do nome Quiva é desconhecida, havendo várias teorias ou histórias contraditórias para o explicar. Há uma lenda que atribui o nome a Sem, um dos filhos de Noé. Sem, de cujo nome deriva a palavra "semita", deu consigo a deambular sozinho no deserto depois do Dilúvio. Tendo adormecido, sonhou com 300 tochas a arder e ao acordar ficou satisfeito com o presságio e fundou a cidade com os limites em forma de navio, de acordo com a disposição das tochas com que tinha sonhado. Seguidamente, Sem escavou o poço Kheyvak, cuja água tinha um sabor que foi uma agradável supresa. Esse poço está atualmente em Itchan Kala, a cidade interior de Quiva.
Outra história relata que viajantes que passavam pela cidade, depois de beberem a excelente água, exclamaram "Khey vakh!" ("que prazer!") e desde então a cidade passou a ser conhecida como Kheyvakh, que deu origem a Khiva. Outra teoria é que o nome provém do nome em persa ou árabe da Corásmia (Khwarezm ou algo semelhante), que passou para o turcomano com Khivarezem, que foi abreviado para Khiva.

## Geografia
Quiva situa-se algumas dezenas de quilómetros a sul e sudoeste do rio Amu Dária (antigo Oxo), a sudoeste do deserto de Kyzyl Kum e a norte do deserto de Karakum, cujo limite é na parte sul da cidade. Confina a noroeste com o município de Qoʻshkoʻpir, a norte com o de Urguenche, a capital provincial, a nordeste com o de Yanguiarik e a sul com o Turquemenistão. Os canais de Palvan-Yap e Sertchali atravessam a cidade. Urguenche fica menos de 30 km a nordeste, Nucus 180 km a noroeste, Bucara 440 km a sudeste, Samarcanda 685 km a sudeste e Tasquente, a capital nacional, 980 km a leste (distâncias por estrada).
O clima é do tipo continental, com verões longos e quentes, invernos curtos e precipitação escassa (média anual de 90 a 100 mm). A temperatura média é 4,5 °C em janeiro e 27,4 °C em junho, mas pode chegar aos 44 °C.

## História
Segundo alguns autores, há dados arqueológicos que apontam para que a cidade tenha sido estabelecida c. século XIII a.C. Outras fontes referem que os vestígios arqueológicos mais antigos datam do século VI d.C. Os primeiros registos históricos são de dois viajantes árabes do século X. Oficialmente a cidade foi fundada no século VI a.C., já que em 1997 foi celebrado o 2500.º aniversário.

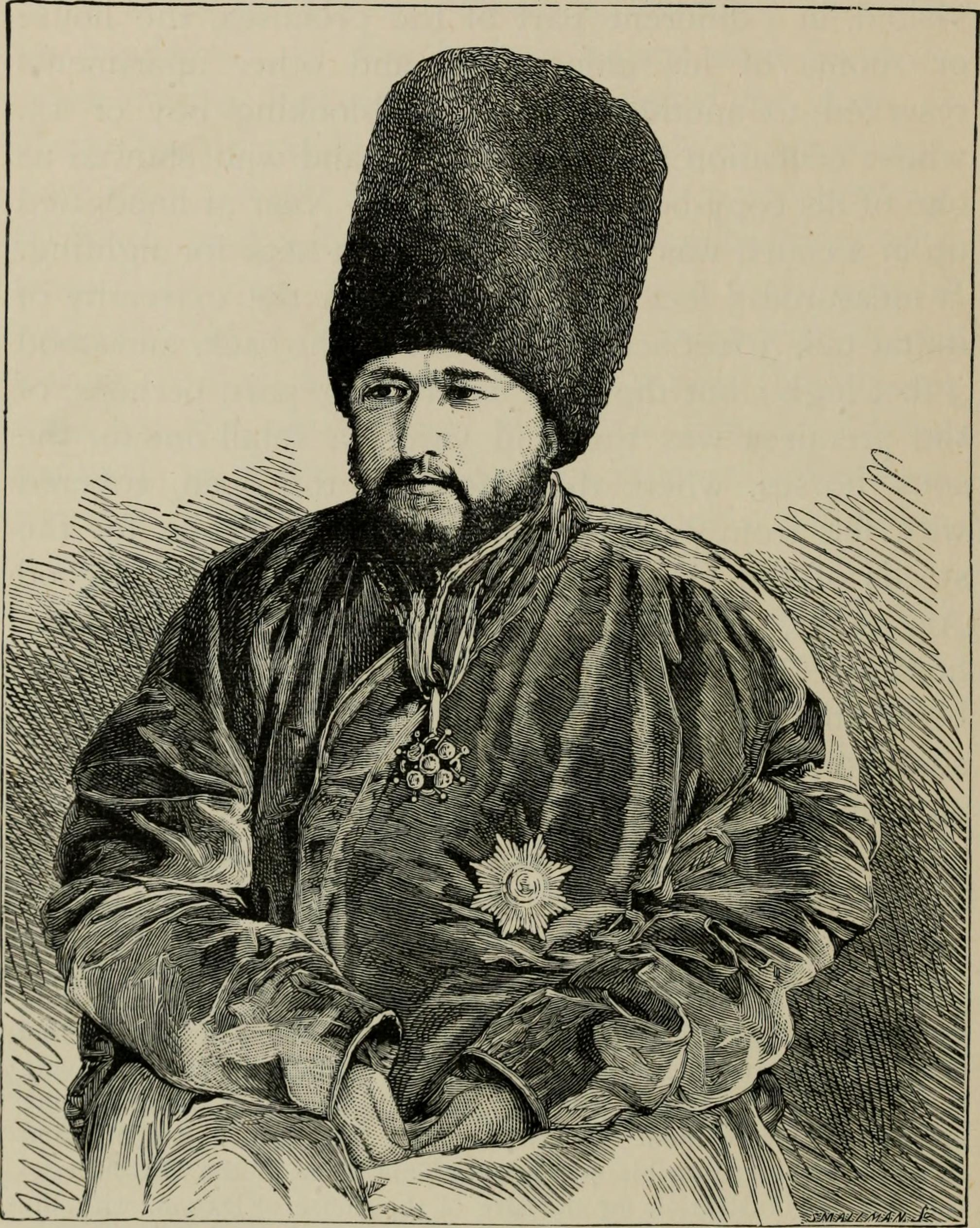
, cã de Quiva entre 1864 e 1910, numa ilustração do livro “Russian Central Asia …” de 1885

Na região, muito árida, foi desenvolvido um sistema de irrigação complexo a partir do 2.º Milénio a.C. e ao longo da história foi invadida por diversos conquistadores, nomeadamente persas, gregos (Alexandre, o Grande e os seus sucessores), árabes, mongóis, usbeques e outros povos turcomanos. A cidade era o último local de paragem das caravanas, nomeadamente da Rota da Seda, antes da travessia do deserto em direção ao mar Cáspio, situado cerca de 200 km a ocidente em linha reta, e da Pérsia.
Nos primeiros séculos da sua história, os habitantes da região eram sobretudo de origem ariana e falavam uma língua iraniana oriental, o corásmio. Khwarezm foi uma cidade importante da Corásmia, e cerca do século IV ou pouco depois os corésmios construíram uma muralha dupla para conterem as constantes tentativas de invasão dos persas aqueménidas, nas quais havia torres com cerca de 20 metros de altura guarnecidas com arqueiros. Devido à erosão causada pelo deserto, essas muralhas tiveram que ser reconstruídas nos primeiros séculos d.C., quando também foi reconstruída uma cidadela. As novas muralhas tinham entre 7 e 9 metros de espessura e duraram até à conquista islâmica da Transoxiana, em 709, quando a cidade foi destruída pelo general do Califado Omíada Cutaiba ibne Muslim.
Durante os séculos IX e X, quando fez parte do Império Samânida, desenvolveu-se extraordinariamente, tornando-se um polo económico e cultural regional, havendo alguns historiadores que estimam que tivesse chegado a ter 800 mil habitantes. A partir do século X, as classes governantes persas da Corásmia, uma região que durante muitos séculos foi cultural e politicamente persa, foram gradualmente substituídos por dinastias turcomanas e  a maior parte dos habitantes da região passaram a falar línguas turcomanas.[carece de fontes?] A situação política e militar da região nos séculos X e XI foi conturbada, com conflitos permanentes entre as dinastias de origem persa e as de origem turca, com frequentes  trocas e quedas de cidades e capitais. Em 1220 ou 1221, Khwarezm foi devastada pelas tropas de Gêngis Cã, mas graças fama da sua indústria, nomeadamente de cerâmica e azulejos, recuperou rapidamente. O perímetro atual das muralhas de Itchan Kala foram construídas no século XIV, embora algumas partes sejam anteriores e a maior parte tenha sido reconstruída no século XVII. Nessa altura tinha voltado a ser uma cidade rica, que exportava a sua cerâmica e outros bens através da Rota da Seda.
Em 1505 a cidade foi conquistada por Mamude Sultão, irmão do fundador do Canato de Bucara, Maomé Xaibani. O domínio dos xaibânidas de Bucara durou apenas cinco anos, pois após Maomé Xaibani ter sido morto em Merve em 1510, os corásmios tornaram-se independentes durante algum tempo. O início do século XVI na região foi turbulento política e militarmente, devido a ser uma zona de confronto entre os os cãs de Bucara e o canato fundado na Corásmia em 1511, que depois ficaria conhecido como Canato de Quiva, que tinha a sua capital em Gurganje ("Velha Urguenche", atual Köneürgenç no Turquemenistão), situada 165 km a noroeste de Quiva. O canato de Gurganje foi fundado por uma dinastia usbeque e em 1598 a sua capital foi transferida para Quiva, após o Amu Dária ter mudado o seu percurso, deixando de passar em Gurganje, cuja população foi obrigada a mudar-se para Quiva.
A cidade tornou-se um importante centro de cultura especialmente durante o reinado de Abulgazi Badur (r. 1643–1664), um cã muito culto que também foi historiador. Os governantes de Quiva patrocinaram não só edifícios religiosos, mas também públicos, como hamames e outros, além de canais de irrigação. Nesse mesmo século começou também a desenvolver-se como um centro de comércio de escravos. Na primeira metade do século XIX, cerca de um milhão de persas e um número desconhecido de russos foram escravizados e vendidos em Quiva. Uma grande parte deles estiveram envolvidos na construção de edifícios de Itchan Kala.
Durante a conquista russa do Turquestão, o general russo Konstantin von Kaufman atacou a cidade, que caiu a 28 de maio de 1873. Embora a Rússia passasse a controlar de facto o canato, este manteve alguma independência como protetorado, que foi formalizado pelo Tratado de Guendemã, de 1873. Na sequência da tomada do poder na Rússia pelos bolcheviques depois da Revolução de Outubro de 1917, em 1920 o Canato de Quiva foi extinto e no seu lugar foi criada a República Soviética Popular da Corásmia, com capital em Quiva, que duraria até 1924, quando foi incorporada na República Socialista Soviética Usbeque, parte da União Soviética. Desde então a cidade perdeu a sua anterior importância política.

### Eruditos ligados à cidade
Quiva é a cidade natal de Alcuarismi (Muhammad Ibn Mūsā al-Khuwārizmī; 780–c. 850),  um matemático, astrónomo, astrólogo, geógrafo e autor persa que trabalhou na Casa da Sabedoria de Bagdade, então a capital abássida, conhecido como o pai da álgebra. Segundo algumas fontes, o polímata persa Albiruni (973–1048), que se distinguiu em várias áreas do conhecimento, nomeadamente na astronomia, também nasceu em Quiva, embora o seu nome e a maior parte dos historiadores apontem para que tenha nascido em Cate (atual Beruni), situada pouco mais de 50 km a nordeste de Quiva.
Segundo alguns autores, nos primeiros anos do século XI, o médico e filósofo persa Avicena (ibn Sīnā) abandonou Bucara, onde tinha nascido, e residiu nove anos em Quiva, que desde 994 era a capital dum principado independente cujo soberano era amante das ciências e rodeou-se de numerosos sábios. Foi em Quiva que Avicena começou a escrever os seus primeiros livros, quando tinha 21 anos de idade. Devido à instabilidade política da região e ao facto de não querer servir governantes turcomanos, inimigos dos persas, Avicena abandonou a cidade.

## Descrição e atrações turísticas
Quiva está dividida em duas partes. A cidade exterior, chamada Dichan Kala, era outrora protegida por uma muralha com onze portas. A cidade interior, Itchan Kala, é rodeada por muralhas de adobe  com ameias cujas fundações se acredita serem do século X. O centro histórico tem 240 hectares de área, 26 deles em Itchan Kala, que está classificada pela UNESCO como Património Mundial desde 1990.
A classificação de Património Mundial de Itchan Kala deve-se sobretudo ao conjunto da malha urbana, considerado um exemplo coerente e bem preservado da arquitetura islâmica da Ásia Central. Quase todos os edifícios são dos séculos XVIII e XIX, exceto o baluarte de Ak Cheikh Bobo (do século XII)[carece de fontes?] e do mausoléu de Saíde Alaudim (do século XIV). No Itchan Kala há mais de 250 casas antigas e 50 monumentos históricos, dos quais se destacam a Mesquita Juma, vários mausoléus e madraças, bem como de dois palácios magníficos construídos no início do século XIX por Alaculi Cã.